# DadaD
DadaD（ダーダーダー）は、ボーカル・作詞担当／Kate（ケイト）と、作曲・編曲・演奏（基本アコースティック・ギター） 担当／Shige（シゲ）によるポップデュオ。『DadaD』とは芸術思想である「ダダイスム」と人種年齢を問わず発音が容易であることから付けられた造語。

## 概要
2006年に結成し都内を中心に活動。結成の経緯はバンドメンバーとして活動していたShigeのライブを観に来ていたKateに声を掛けられたことに始まる。当初、バンドメンバーと一緒に活動するが方向性の違いからShigeとKateによる現在のデュオに落ち着く。シングル『Go Around』はCDリリース前からラジオ局にてヘヴィー・ローテーションされた。2012年にリリースされた2ndアルバム「mission passion」のアートワークは、クリエイティブ・ディレクターのNatsuが手掛けた。2019年9月、布施明司会「日本の名曲 世界の名曲 人生、歌がある」にてテレビ初出演。「MUSIC」をバンド編成で演奏。

## メンバー
- Kate（ケイト） ボーカル、作詞担当。
  - ヨーロッパをルーツに持つ台湾人[5]と日本人のハーフであり、英語、中国語、日本語の3カ国語を操るトライリンガル[1]。出生は日本であるが、1歳から3歳までは日本とイギリスを行き来しており、大学時代はサンフランシスコに留学[6]。幼少期より歌が好きで日常的に自然と歌っている子供だった[7]。2016年8月、第一子出産。

- Shige（シゲ） 作曲、ギター、トラックメイカー担当。
  - DadaDのレコーディングではギター、ベース、パーカッション、キーボード、コーラスを一人でこなすマルチプレイヤー。  ロックをやりたいため高校卒業後、2年間ほどアメリカ、ヨーロッパなどを放浪[6]。その後バンド「kobose」のベース、ボーカルとして活動。独創的なベース演奏やライブパフォーマンスが話題となり最年少ベーシストとしてベース・マガジンの表紙を飾る[2]。愛用のベースはATLANSIA。バンド「プライマス」のファンであり以前プライマスが来日した際にベース・マガジンの企画でレス・クレイプール（ボーカル、ベース）に得意の英語でインタビューしたことがある。キアヌ・リーブスがベーシストとして参加していたバンド「ドッグスター」が日本公演を行った際に競演。LEO IMAI BANDのメンバー[8]（ベース担当）であり、LEO今井とは学生時代からの友人。2016年には、みうらじゅん原作・安斎肇が初監督を務める映画『変態だ』に、おっさん役で出演。

- Shigekuni （もしくは シゲクニ / 薫國 ）
  - 音楽プロデュース、編曲、音楽制作、録音、ミキシング、コマーシャル音楽制作等を行う際のソロ活動名義。

## DadaDディスコグラフィー

### シングル
|          | 発売日         | タイトル        | 収録曲                                    | タイアップ                                                               |
| -------- | -------------- | --------------- | ----------------------------------------- | ------------------------------------------------------------------------ |
| 1st      | 2011年6月22日  | Go Around       | 1. Go Around 2. Rainbow’s End 3. Cowboy   |                                                                          |
| 配信限定 | 2012年11月21日 | kiss me kiss    | kiss me kiss                              | 「kiss me kiss」ちふれ化粧品 TV-CMソング                                 |
| 配信限定 | 2013年7月24日  | GO GO LOVE      | GO GO LOVE                                |                                                                          |
| 2nd      | 2014年6月13日  | Beautiful Magic | 1. Beautiful Magic 2. PEACE 3. Turn me on | 「PEACE」ミュゼプラチナム「ミュゼ MUSEE & PEACE ～春篇・夏篇～」CMソング |
| 配信限定 | 2019年7月25日  | L.O.V.E         | L.O.V.E                                   |                                                                          |
| 配信限定 | 2019年9月25日  | MUSIC           | MUSIC                                     |                                                                          |
| 配信限定 | 2021年7月1日   | SKY HIGH DRIVE  | SKY HIGH DRIVE                            |                                                                          |
| 配信限定 | 2021年11月10日 | HERO            | HERO                                      |                                                                          |
| 配信限定 | 2022年6月22日  | A HA HA         | A HA HA                                   |                                                                          |

### アルバム
|     | 発売日          | タイトル                   | 収録曲 | 品番                          | タイアップ                                                                                           |
| --- | --------------- | -------------------------- | --- | ----------------------------- | --- |
| 1st | 2008年 12月10日 | Welcome to sha la la la la | 1. Wonder Land 2. Lovely Day 3. Day by Day 4. Captain Baby 5. エスケープ(acoustic dynamite session) 6. guradian angel 7. Little Magic 8. I’m OK 9. You & I 10. 上海dreaming 11. 恋泥棒 12. telephone junkie 13. 波打つlullaby | JULY RECORDS XQGC-1002        | |
| 2nd | 2011年9月7日    | Touch Touch Touch          | 1. Wind Letter 2. Touch Touch Touch 3. Sing with me 4. Go Around 5. What to do 6. Forget 7. Beautiful Star 8. Monday 9. Hop Step Jump 10. E.G.B.A.                                                                            | FlyingStar Records VICB-60078 | Sing with me(ユニクロ ブラトップ CMソング) Go Around(愛眼 CMソング/TBS系朝ズバッ!エンディングテーマ) |
| 3rd | 2012年6月27日   | mission passion            | 1. Mermaid 2. Ride Out 3. Special Lady 4. mission passion 5. Shine on 6. escape 7. Paradise | FlyingStar Records VICB-60089 | ・Ride Out(日産CMソングナビ半額サポートナビキャンペーン) Special Lady(小学館「美的」CMソング)        |
| 4th | 2020年2月26日   | Night Disco                | 1. L.O.V.E 2. Color Your Life 3. MUSIC 4. Disco Night 5. Jack 6. Dreamer Believer 7. Let Me Love You 8. Fight for your life 9. The Key 10. PLAY 11. Your Love My Love                                                         | GesiGesiMusic GSGM-0003       | |

## DadaDミュージック・ビデオ
| 発表年 | 監督                | 曲名                                   |
| ------ | ------------------- | -------------------------------------- |
| 2008年 | 小嶋貴之            | 「Day by Day」                         |
| 2011年 | 小嶋貴之            | 「Go Around」                          |
| 2011年 | 小嶋貴之            | 「Go Around (Touch Touch Touch ver.)」 |
| 2012年 | Natsu.              | 「Ride Out」                           |
| 2012年 | 小嶋貴之            | 「Mermaid」                            |
| 2014年 | 小嶋貴之            | 「Beautiful Magic」                    |
| 2014年 | 小川直也            | 「PEACE (実写ver)」                    |
| 2014年 | アルバロ レテリエル | 「PEACE (アニメver)」                  |
| 2019年 | 小嶋貴之            | 「L.O.V.E」                            |
| 2019年 | 小嶋貴之            | 「MUSIC」                              |
| 2020年 | 小嶋貴之            | 「Disco Night」                        |
| 2022年 | Mariko Hamano       | 「A HA HA」                            |

## 【DadaD】CM制作／タイアップ
- ユニクロ「ブラトップ」
  - Sing with me[3]（2011年）
- TBSテレビ系「朝ズバッ!」
  - EDGo Around（2011年）
- 愛眼
  - Go Around（2012年）
- google｢モバイル・京都編｣（2012年:未発売）
- 日産自動車「ナビ半額サポートキャンペーン」
  - Ride Out（2012年）
- 小学館「美的」
  - Special Lady（2012年）
- ちふれ化粧品「キスしたくなる肌」
  - kiss me kiss（2012年）
- GAP「skimmer キャンペーンソング」（2013年・未発売）
- ローソン「MACHI cafe」
  - cups of love（2013年・未発売）
- ミュゼプラチナム「ミュゼ MUSEE & PEACE ～春篇・夏篇～」
  - PEACE（2014年）
- アートホーム企業CM 楽曲担当（2015年・未発売）
- 日本ハム「育てることから、食品をつくる。篇」（2016年:未発売）
- エリス Megami「からくり装置 篇」（2016年）

## 【DadaD】楽曲提供・プロデュース・参加作品
- HALCALI 「ハルカリノオカワリ／Turn It Around」プロデュース[9]（2012年）
- フクシマレコーズ第3弾コンピレーション・アルバム「Vanilla／Wind Letter」（2012年）

## 【DadaD】主催LIVE／TOUR
- 「Let’s Adult Time!」
  - 出演：DadaD、kobose、あっぱ、キタムラ（2009年）

- 月見ル君想フ&DadaD主催
  - 「Go to Heaven Vol.1」出演：DadaD、永野亮、赤い靴（2013年）
  - 「Go to Heaven Vol.2」出演：DadaD、コトリンゴ、阿部芙蓉美（2013年）
  - 「Go to Heaven Vol.3」出演：DadaD、寺前未来、Ridy、真友ジーン（2013年）
  - 「Go to Heaven Vol.4」出演：DadaD、あっぱ、世武裕子（2013年）
  - 「2MAN LIVE ”Hey! Nice 2 Meet You!!” Vol.1」
    - 出演：DadaD、マイカ・ルブテ（2015年）

  - 「2MAN LIVE ”Hey! Nice 2 Meet You!!” Vol.2」
    - 出演：DadaD、THE BOCOS（2015年）

  - 「2MAN LIVE ”Hey! Nice 2 Meet You!!” Vol.3」
    - 出演：DadaD、藤原さくら（2015年）
- ワンマンライブ
  - ｢1st One Man Show」（2013年）
  - 「Hustle with Koala」
    - DJ：アダルトエナジー aka LEO今井、永野亮（APOGEE）、羊毛（羊毛とおはな）、Toshihiro Saito（Pepe California）（2014年11月28日）

  - 「Yes! DadaD Live!!」（2015年4月29日）
- 「Hello! We are DadaD!! TOUR 2015」（2015年）
  - 「Hello! We are DadaD!! TOUR 2015 Vol.2」（2015年）
  - 「We are DadaD TOUR 2016 ～Let’s Green Green～」（2016年）
- DadaD & 赤い靴 LIVE「HO! HO! HO! Christmas!」（2015年12月21日）

## 【DadaD】イベント／LIVE出演
- 2009年
  - TOKYO ART BEAT 5周年パーティー出演
  - Tokyo pinsalocks & Holly presents SPOON MARKET笹塚ボウル出演
- 2010年
  - FIAT IS FASHION! FASHION CAFE supported by ELLE ライブ出演

- 2011年
  - TOKYO FMシナプス×Flags Candle Night ライブ出演
  - SWAROVSKI presents ” House of Hello Kitty”ライブ出演
  - "TOBIU CAMP" presented by MAGICAL CAMP出演（飛生アートコミュニティー）
  - ジルデコフェスタ 2DAYS ～Acoustic Green～ 出演：JiLL-Decoy association、Maia Hirasawa、DadaD
  - タワーレコード渋谷店インストアライブ出演
  - TOKYO ART BEAT 7周年パーティー出演
  - Happy Music Festa 2011（服部緑地野外音楽堂） 出演：トータス松本、BONNIE PINK、ROCK'A'TRENCH、木下航志
  - Mount Alive presents THE FUTURE OF LIVE（札幌PANTERA） NEGRA 出演：羊毛とおはな、メロウデュ
  - L'ULTIMO BACIO Anno 11　出演：BONNIE PINK、Original Love。オープニングアクト：DadaD

- 2012年
  - Levi’s Spring 2013 Exhibiton Party 出演
  - FM802「HIRO T'S MORNING JAM presents NEW BREEZE」（大阪城野外音楽堂）出演
  - TAICOCLUB'12出演
  - JOIN ALIVE出演
  - α-Mo'COOLFESTA'12 in新風館 出演
  - TOKYO FM主催「KIRIN BEER ”GoodLuck" LIVE」出演
- 2013年
  - 名古屋サカエスプリング出演（2013年）
- 2014年10月31日）
  - FOX ハロウィーンナイト ライブ出演
- 2015年
  - Casselini 30周年記念パーティー 出演（7月31日）
  - SABON Beach House ＠由比ヶ浜 ミニライブ（8月1日）
  - Alessi’s Ark “Komorebi” Japan Tour 2015 蔵前Nui. HOSTEL & BAR LOUNGE ゲスト出演（10月22日）
  - 神戸EIN OPEN DEPARTMENT ライブ出演（11月22日）

- 2016年6月7日
  - 「Tree Of Music」DadaD / Dr. Capital (U.S.A.) / おおはた雄一 with 優河（青山月見ル君想フ）
- 2017年12月14日
  - 創業350周年 ヤヱガキ酒造 presents『音うらら』Vol.6（東日本橋CITAN）出演
- 2019年
  - mt school special live「高台の音楽会」出演：コトリンゴ / DadaD ＠神戸北野クラブ・ソラ（9月3日）
  - 港町ポリフォニー2019 EXTRA ＠酒心館ホール  出演：堀込泰行 / DadaD / 酒井尚子（12月20日）

## 【Shigekuni】CM制作／参加曲
- 2011年
  - 明治キシリッシュ「カプセルカエラ」篇  楽曲担当
  - 明治キシリッシュ「カプセルカエラ ヒミツ」篇  楽曲担当
- 2012年
  - ネスカフェエクセラ「スッキリつめかえ」篇 歌 ジュリア・楽曲 Shige 担当
  - トヨタプリウス CM 楽曲担当
  - 花王 ロリエエフ 「エアスルーで肌さらり」篇 楽曲担当
- 2013年
  - リクナビ2014 「マンモス」篇 楽曲担当
  - シチズン「Q&Q」CM  作曲：世武裕子　編曲・ミックス：Shige
- 2016年
  - Panasonic 骨盤おしりリフレ「マネキンだって疲れてる。」作曲・編曲担当
- 2017年
  - 高橋書店  手帳は高橋「あなたと365日。」楽曲担当
- 2020年
  - 阿部芙蓉美　KUBOTA TVCM「支えられている。食／水」篇 編曲担当
- 2021年
  - 阿部芙蓉美　すき家「いつもとちがう」篇 編曲・ミックス担当

## 【Shigekuni】プロデュース・参加楽曲
- ベース・マガジン20周年コンピレーション・アルバム『THE BASS&Groove／Go Go(Shige from CRAZY CHERRY)』（2005年）
- 雅-miyavi-アルバム『7 SAMURAI SESSIONS-We're KAVKI BOYZ-』ベースで参加[10]（2007年）
- BALLOON88アルバム『RAVER』プロデュース（2008年）[11]

- 阿部芙蓉美
  - アルバム『HOW TO LIVE』プロデュースby阿部芙蓉美、薫國[12]  （2013年）
  - EP「ABEFUYUMI EP」プロデュースby阿部芙蓉美、薫國[13]（2014年）
  - 配信シングル「鳥」プロデュース・ミックス担当（2019年）
  - 配信シングル「Soda」演奏、トラックメイク、編曲、ミックス担当（2021年）
- LEO今井
  - アルバム『Made From Nothing』ベース・ギターで参加（2013年）
  - NHK教育「デザインあ」「SHOOT&EDIT」演奏・映像参加（2016年）[14]
  - アルバム『VLP』全曲ベースで参加（2018年）
  - ミニアルバム「6JapaneseCovers」ベースで参加（2019年）
- 倖田來未 アルバム『Color The Cover／情熱』ベースで参加（2013年）
- 岡林健勝 アルバム『誰にも読めない』音楽プロデュース（2014年）[15]
- GRAPEVINE「Burning tree／Big tree song」編曲担当（2015年）[16]
- 赤い靴 アルバム「AKAIKUTSU」ミックス・演奏で参加（2016年）
- みうらじゅん&前野健太『映画「変態だ」音楽全集』ベースで参加（2016年）
- 新山詩織 シングル「さよなら私の恋心」ベースで参加（2017年）
- Ghost like girlfriend
  - ミニアルバム「WEAKNESS」プロデュース（2017年）
  - ミニアルバム「WITNESS」プロデュース（2018年）
  - ミニアルバム「WINDNESS」プロデュース（2019年）
  - アルバム「Version」プロデュース（2019年）
- ペトロールズトリビュート「WHERE, WHO, WHAT IS PETROLZ?／シェイプ」プロデュース 演奏 ミックスで参加（2017年）
- THE CHARM PARK　アルバム「Timeless Imperfections」Disc1 M4「マジック」、ベース・ミックス担当（2018年）
- The Wisely Brothers　アルバム「Captain Sad」M1「気球」、M11「Horse/馬たち」プロデュース（2019年）
- 安藤裕子
  - アルバム「ITALAN」参加（2018年）
  - 配信シングル「恋しい」作曲（2019年）
  - 配信シングル「鑑」編曲（2019年）
  - シングル「衝撃」プロデュース・編曲（2021年）
- 伊澤一葉　アルバム「5に至り咲きました」プロデュース（2020年）

## 【Shigekuni】LIVE／TOUR／イベント参加
- ベース・マガジン「20周年記念ライヴ・イベント “THE BASE & GROOVE”」新宿ロフト（2006年1月9日）
- 雅-miyavi-
  - 「7 SAMURAI SESSIONS -We're KAVKI BOYZ-」（2007年）
  - 「The Beginning Of NEO VISUALIZM Tour 2007 下克上」（2007年）
  - 「THIS IZ THE JAPANESE KABUKI ROCK TOUR 2008」（2008年）
- 永野亮「SUMMER SONIC'12」（2012年）
- 大橋トリオ「L'ULTIMO BACIO Anno 13 10th Anniversary」Christmas Special Live 2013（2013年）
- 阿部芙蓉美
  - 「HOW TO LIVE」リリースワンマンライブ渋谷duo MUSIC EXCHANGE（2013年）
  - 「ワンマンショー CAY 2days」青山CAY（2014年）
- 世武裕子「だいじょうぶ みらいのこどもツアー」青山CAY（2013年）
- 吉澤嘉代子 「秘密ツアー ～8都市をめぐる秘密公演～」（2015年）
- 赤い靴 レコ発ワンマンライブ 「AKAIKUTSU」渋谷7th foor/南堀江knave （2016年）
- 前野健太
  - ワンマンライブ「夏の終わりの熱狂」月見ル君想フ（2016年）
  - デビュー9周年記念公演「歌手だ」草月ホール　ベースで出演（2016年）
  - ライブ「りんご音楽祭2016」長野・松本アルプス公演（2016年）
- LEO IMAI
  - ワンマンライブ「TOKYO LIGHTS.」＠新代田FEVER（2016年）
  - 「THE MATSURI SESSION」＠日比谷野外大音楽堂（2017年）
  - 「フジ・ロック・フェスティバル'18」＠苗場スキー場（2018年）
  - 「フジオロックフェスティバル2018」（2018年）
  - 「VLP Horse Power Tour」（2018年）
  - 自主企画ツーマン「大都会ツアー」（2019年）
- kobose「港町ポリフォニー」番外篇神戸・御影公会堂（2017年）
- 安藤裕子
  - 「ITALAN CHIBIBAND TOUR 2018」（2018年）
  - 「Slow LIVE ’18 in 池上本門寺 15th anniversary」（2018年）
  - 「Zepp Tour 2019〜雨街交差点〜」（2019年）
  - 「Slow LIVE’19」（2019年）
  - 「Billboard Live 2019」（2019年）
- Ghost like girlfriend
  - 「WWW -WEAKNESS,WITNESS,WINDNESS-」（2019年）
  - 「VIVA LA ROCK 2019」（2019年）
  - 「OSAKA METROPOLITAN ROCK FESTIVAL 2019」（2019年）
  - 「Tour Virgin」（2019年）
- 琴音「1st note TOUR 2019」（2019年）
- THE CHARM PARK「CONNECTED2019 ～Only for Music Junkies～」（2019年）
- 安藤裕子 × NakamuraEmi「TOUR MIRAGE 2019」（2019年）

## 【Kate】CM制作／参加曲
- りそなグループ「人の想い」篇 歌唱担当（2011年）
- ニッポンハム「美ノ国」篇 歌唱担当（2011年）
- 24Hコスメ
  - 「ボルニカル」篇　歌唱担当（2015年）
  - 「チャンミンは突然に春 篇」歌唱担当（2016年）
- サラダクラブ「10品目のサラダ レタスやパプリカ」篇 歌唱担当（2015年）
- コカ・コーラ web CM「新サービスCoke ON」歌唱担当（2016年）
- DHC「薬用Qローション」歌唱担当（2018年）
- 伊勢半「キスミーフェルム」歌唱担当（2018年）
- Pinterest「インテリア篇」歌唱担当（2021年）

## 【Kate】LIVE／イベント参加
- 羊毛とおはなの日 Live 2016 “episode”赤坂BLITZ ゲスト参加（2016年）[17]